# Саакян, Семён Саркисович
Саакян Семён Саркисович (1884, с. Гёрусы Зангезурского уезда Елисаветпольской губернии - 11.12.1937, СССР) - революционер, политический и государственный деятель. Из крестьян. По образованию - инженер-экономист. С 1905 года - член Партии социалистов-революционеров (ПСР). В 1917 - член Исполнительного комитета Петроградского Совета. Председатель Бакинского Совета рабочих и солдатских депутатов в 10(25).05.1917 - 13.10.1917, был делегатом на Первом Всероссийском съезде советов от ПСР. Член Президиума Бакинского Совета (до сентября 1918). После падения Советской власти в Баку, возглавил Диктатуру Центрокаспия (1.08.1918 - 15.09.1918). После занятия Баку Кавказской Исламской Армией бежал в Армению, где был депутатом парламента Республики Армения (1918-1920). После советизации Армении Саакян больше политикой не занимался. В 1920 году с женой и двумя детьми он уехал в Германию, где работал в Советском торгпредстве в Берлине. В 1930 году семья вернулась в СССР. До ареста преподавал экономику и статистику в системе Наркомата внешней торговли.
Арестован 2 сентября 1937 года в г.Москва, где проживал по адресу: г. Москва, ул. Каляевская (Долгоруковская), д. 5, кв. 186. Обвинен в предательстве 26 бакинских комиссаров и контрреволюционной деятельности. Приговорен 9 декабря 1937 года тройкой при УНКВД по Московской обл. к высшей мере наказания (расстрелу). Расстрелян 11 декабря 1937 года. Реабилитирован 10 ноября 1988 года.
Старший сын Григорий женился в 1936 году был арестован по обвинению в шпионаже и приговорен к 5 годам лишения свободы (умер в заключении). Жена Григория - немка Ирма была сослана в Казахстан.